# Meru (Distrikt)
Meru ist ein Distrikt in der tansanischen Region Arusha mit der Hauptstadt Usa River. Er grenzt im Norden an den Distrikt Longido, im Osten an die Region Kilimandscharo, im Süden an die Region Manyara und im Westen an die Distrikte Arusha und Arusha (CC).

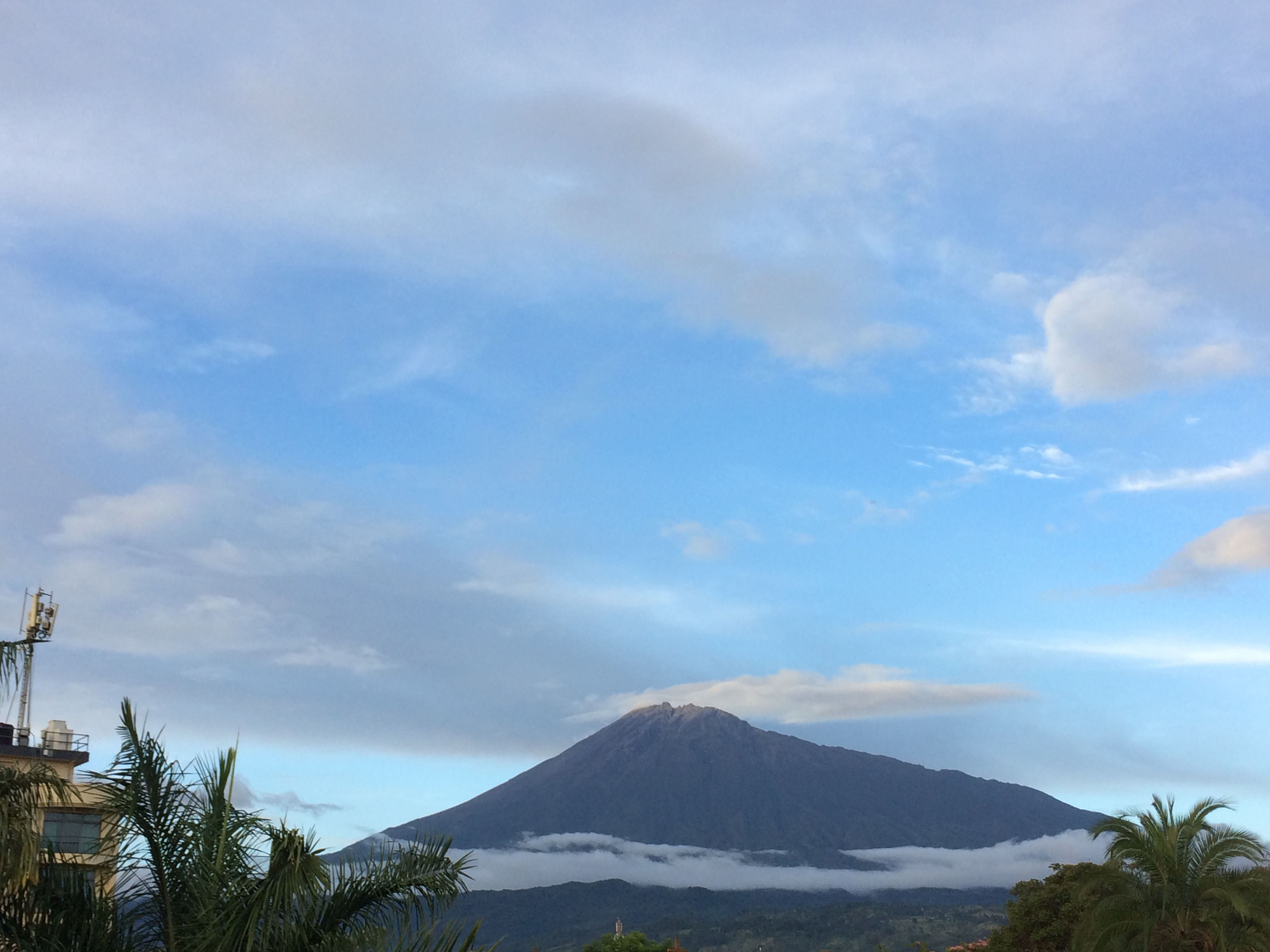
Mount Meru

## Geographie
Der Distrikt ist 1268 Quadratkilometer groß und hat 331.603 Einwohner (Volkszählung 2022). Das beherrschende Element ist der Mount Meru an der Grenze zum Distrikt Arusha.
Nach den Niederschlägen kann der Distrikt in drei Zonen gegliedert werden:
- Hoher Niederschlag von durchschnittlich 1000 Millimeter im Jahr: Die Zone ist bewaldet und hat viele Quellen, die in den anderen Zonen genutzt werden.
- Mittlerer Niederschlag von rund 500 Millimeter im Jahr: Das Gebiet ist teilweise bewaldet.
- Geringer Niederschlag von 300 Millimeter im Jahr: Um Landwirtschaft zu betreiben, muss diese Zone bewässert werden.[1]

## Geschichte
Der Distrikt entstand durch die Aufspaltung des früheren Distrikts Arumeru in die Distrikte Meru und Arusha.

## Verwaltungsgliederung
Der Distrikt ist in 26 Gemeinden (Wards) gegliedert:
- Ambureni
- Akheri
- Imbaseni
- Kikatiti
- Kikwe
- King'ori
- Leguruki
- Majengo
- Maji ya Chai
- Makiba
- Malula
- Maroroni
- Maruvango
- Mbuguni
- Ngabobo
- Ngarenanyuki
- Nkoanrua
- Nkoaranga
- Nkoanekoli
- Nkoarisambu
- Poli
- Seela Sing'isi
- Shambarai Burka
- Songoro
- Usa River
- Uwiro

## Bevölkerung
Meru ist ein Distrikt mit kleinem Bevölkerungswachstum der Region Arusha. Stieg die Einwohnerzahl von 2002 bis 2012 in der Region um 31,5 Prozent, so nahm die Bevölkerung in Meru von 2002 bis 2012 von 231.999 Menschen auf 268.144 zu, das sind 15,9 Prozent. Der Distrikt ist sehr dicht besiedelt und hat eine hohe Alphabetisierungsrate, über 90 Prozent der Bevölkerung über fünfzehn Jahren können Lesen und Schreiben (Stand 2012).

## Einrichtungen und Dienstleistungen

### Bildung
In Meru gibt es 143 Grundschulen und 55 weiterführende Schulen. Von den Grundschulen sind 112 öffentliche Schulen und 31 Privatschulen, von den weiterführenden Schulen sind 29 öffentlich und 26 privat. 93,6 Prozent der 7- bis 13-Jährigen besucht eine Grundschule (Stand 2019).

### Gesundheit
Der Distrikt verfügt über zwei Krankenhäuser (eines staatlich), neun Gesundheitszentren (sieben staatlich) und 51 Apotheken (Stand 2019). Elf Prozent der Bevölkerung hatten eine Sozialversicherung (Stand 2012).

### Wasser
Im Jahr 2019 wurden 64 Prozent der Bevölkerung mit Trinkwasser versorgt.
| Im Jahr 2012 waren 61 Prozent der über Zehn-Jährigen erwerbstätig, 11 Prozent arbeiteten im Haushalt, 22 Prozent waren Schüler oder Studenten, 3 Prozent arbeitslos und 3 Prozent nicht arbeitsfähig. 77 Prozent der Haushalte besaßen ein Radio, 17 Prozent einen Fernseher, 79 Prozent hatten ein Mobiltelefon und vier Prozent ein Auto. | Die zur Anzeige dieser Grafik verwendete Erweiterung wurde dauerhaft deaktiviert. Wir arbeiten aktuell daran, diese und weitere betroffene Grafiken auf ein neues Format umzustellen. (Mehr dazu) |

### Landwirtschaft
Mit 81.400 Hektar urbarem Land sind beinahe zwei Drittel der Gesamtfläche des Distrikts für die Landwirtschaft geeignet, effektiv bebaut werden 68.000 Hektar. Die Landwirtschaft ist der wichtigste Wirtschaftsfaktor: 78,7 Prozent der Erwerbstätigen sind hier tätig, 64,5 Prozent in der eigenen Landwirtschaft, 14,2 Prozent in einer fremden. 92,7 Prozent der Haushalte auf dem Land halten Nutztiere, hauptsächlich gehalten werden Geflügel, Ziegen und Rinder. Eine Besonderheit ist die Gemeinde Ngarenanyuki. Hier werden auf einem Hochplateau mit ganzjährigem Niederschlag auf einer Fläche von 1.200 Hektar Tomaten angebaut. Durchschnittlich werden jährlich 120.000 Tonnen geerntet (Stand 2019).
Das Agroforstsystem Kihamba (Chagga-Hausgarten) hat sich im 12. Jahrhundert entwickelt und besteht aus vier Hauptvegetationsschichten. Die oberste Schicht bilden einzelne Bäume, die Schatten, Medizin, Futter, Früchte, Brenn- und Nutzholz liefern. Darunter werden verschiedene Bananensorten angebaut und unter diesen wachsen Kaffeesträucher. Die unterste Schicht bildet Gemüse. Dieses System ermöglicht den Anbau vieler Nahrungspflanzen wie Bananen, Maniok, Yamswurzeln, Taro, Ingwer und Ananas, die zu den Grundnahrungsmitteln der Bevölkerung gehören. Die Bäume liefern Futtermittel für die Haustiere, Medikamente, Brenn- und Bauholz. Seit dem 19. Jahrhundert wird auch Kaffee angebaut, der den Bauern ein Zusatzeinkommen liefert.

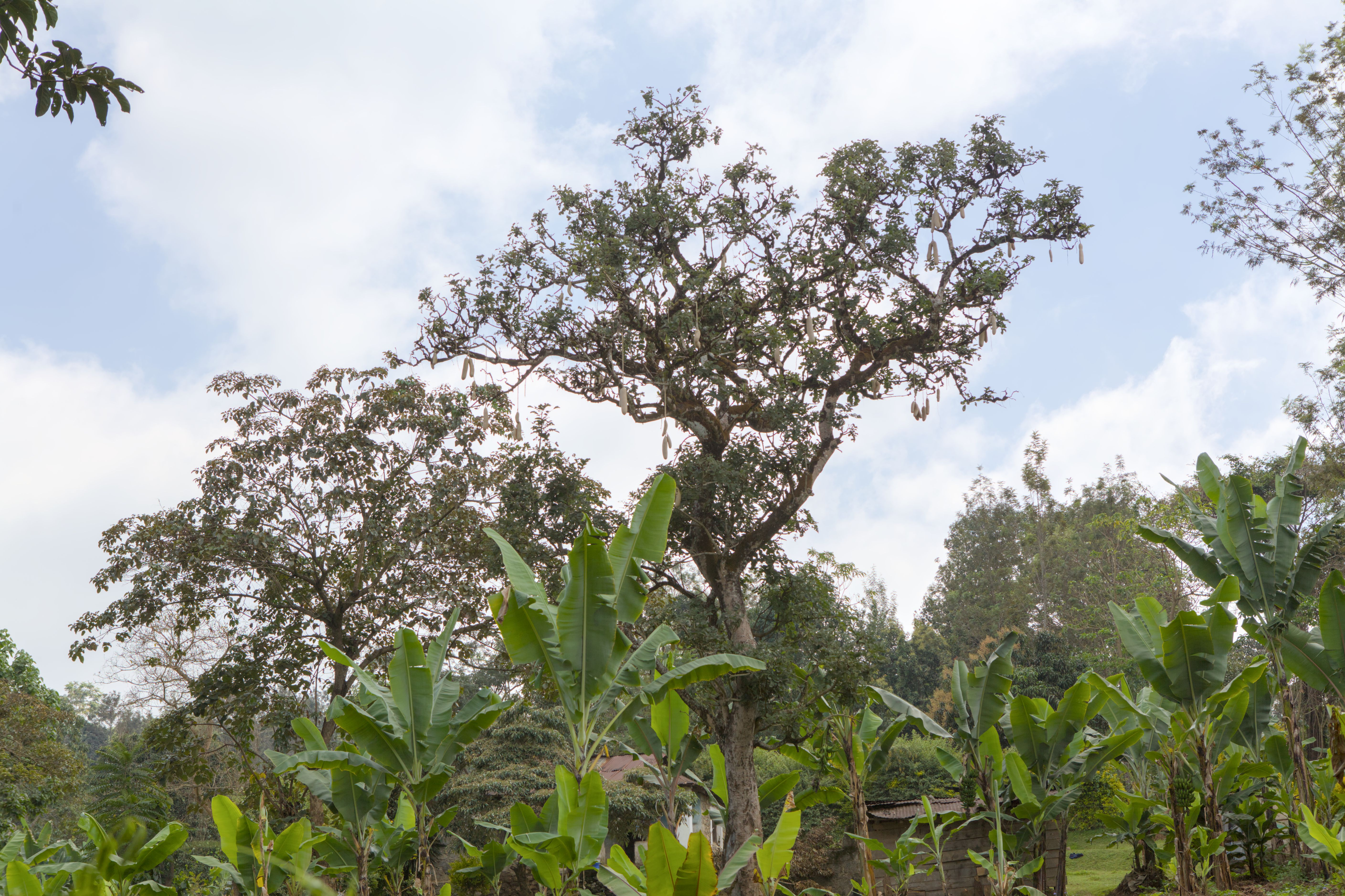
Leberwurstbaum, darunter Bananenstauden
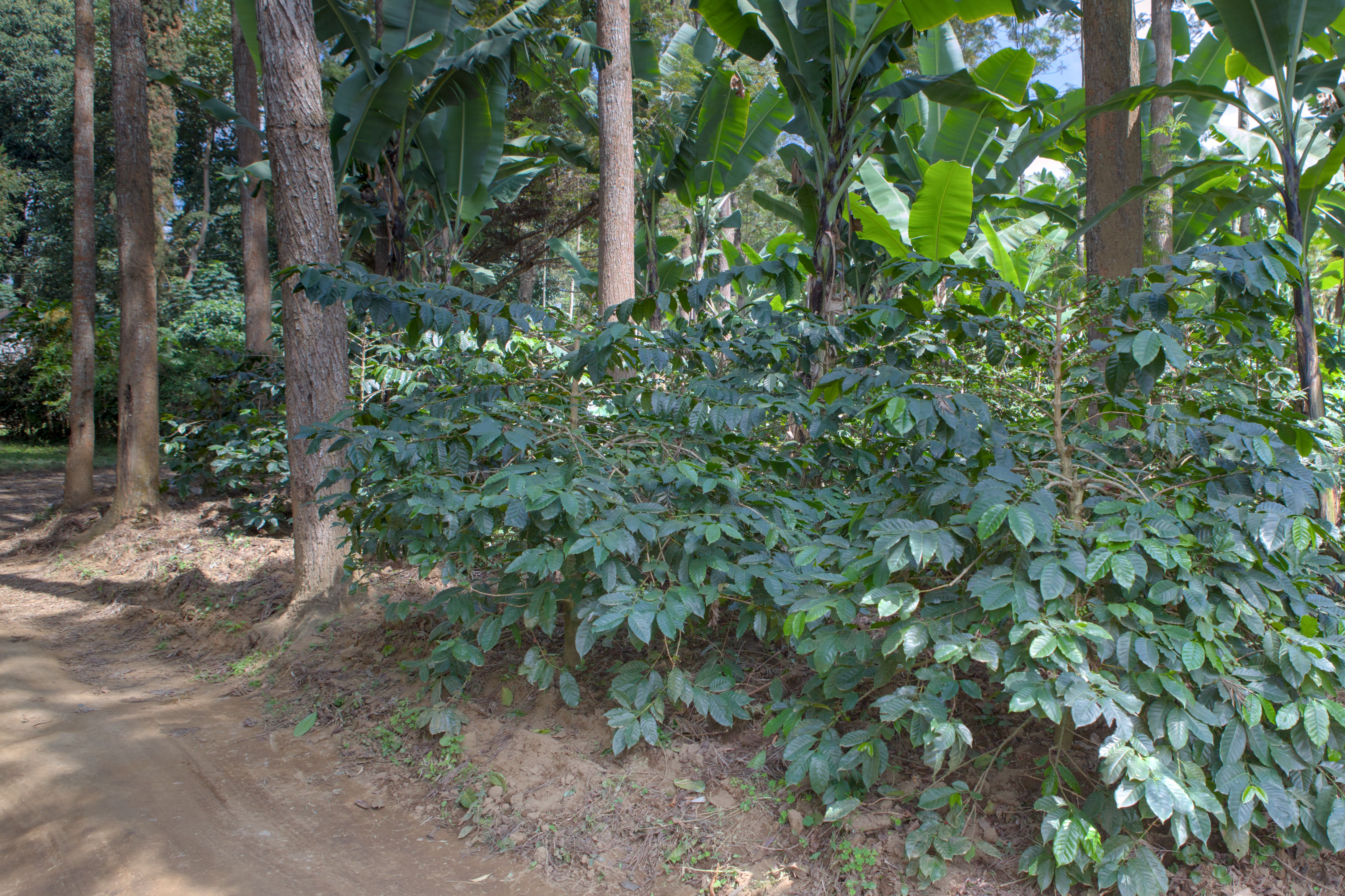
Kaffestrauch unter Bäumen und Bananenstauden
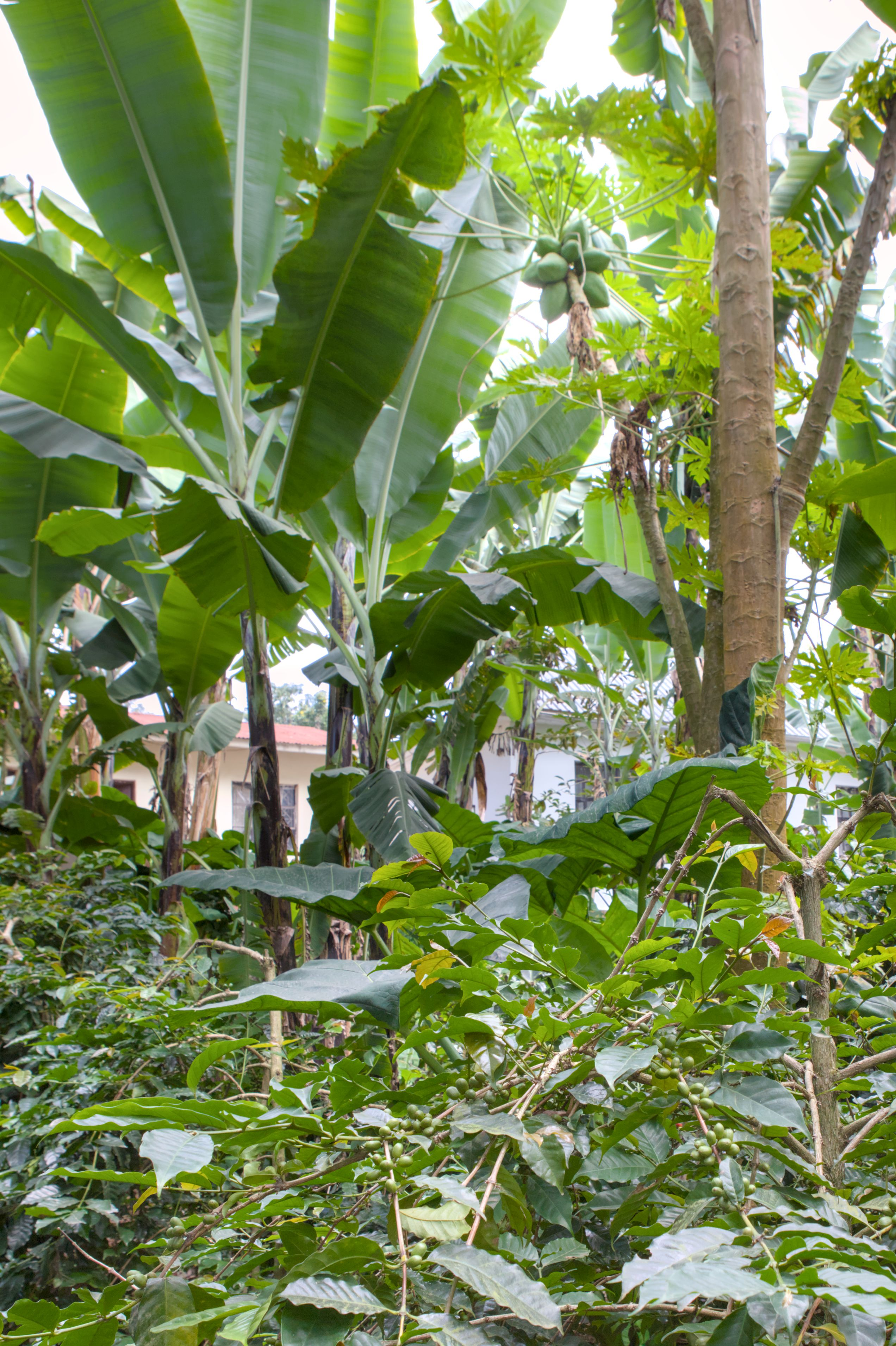
Kaffeestrauch unter Papaya-Bäumen
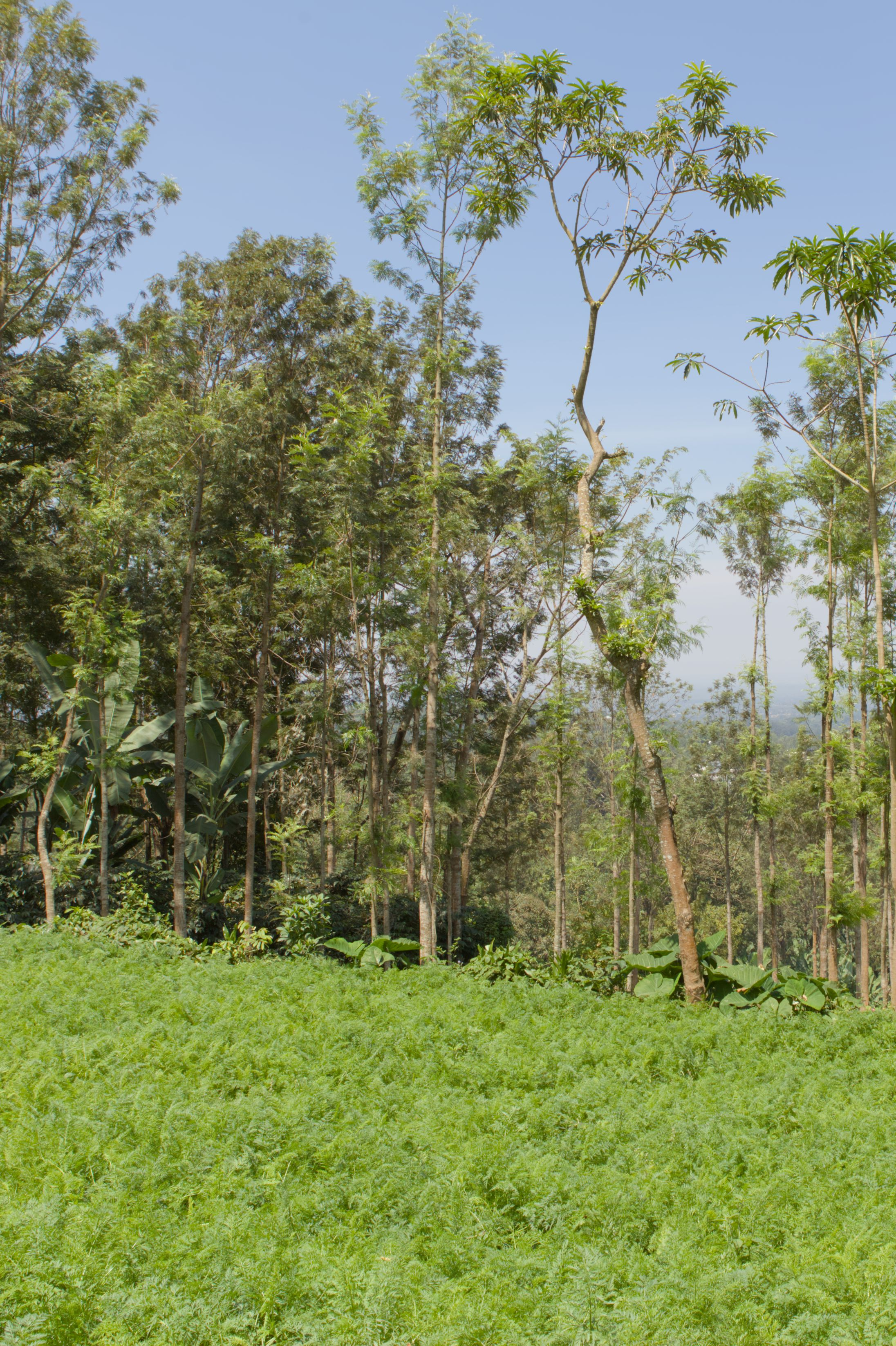
Karottenfeld

### Fischerei
Die Fischerei spielt nur eine untergeordnete Rolle, weniger als ein Prozent der Haushalte beschäftigen sich mit dem Fischfang.

### Imkerei
In Meru gibt es rund 600 Imker mit 2200 Bienenstöcken und einem jährlichen Honigertrag von 6000 Kilogramm (Stand 2019).

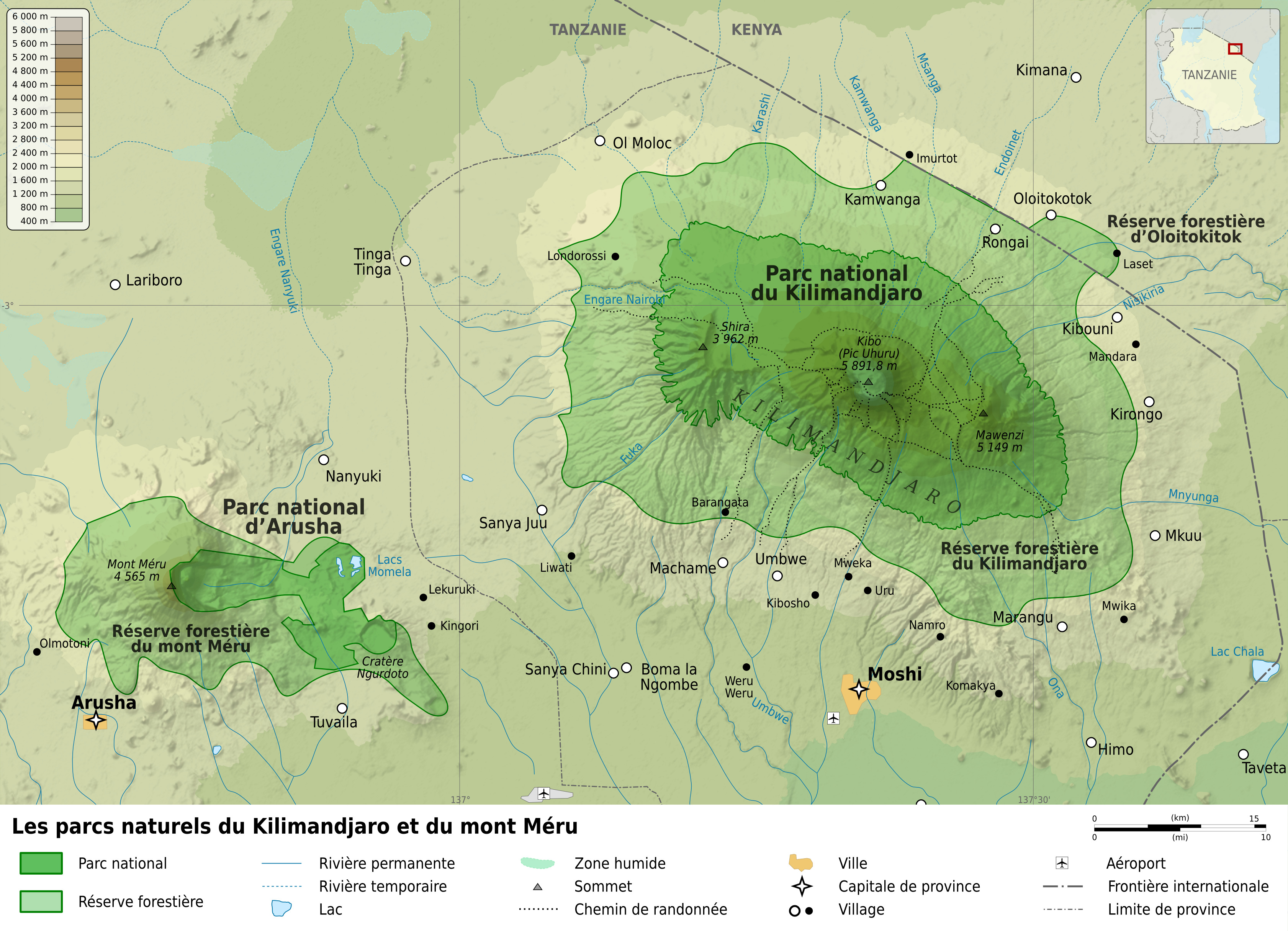
Lage des Arusha National-Parks und des Meru Waldreservates

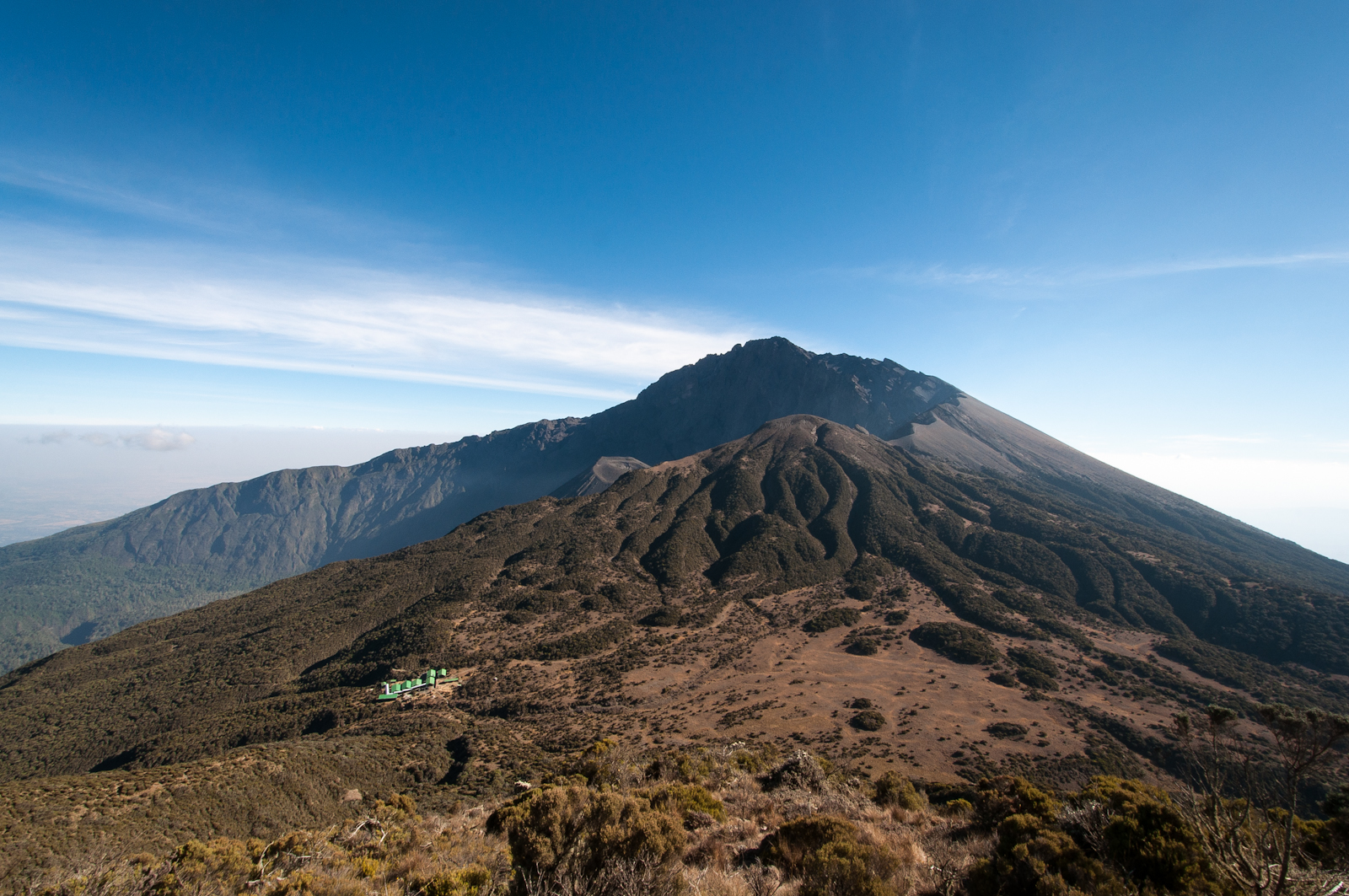
Krater des Mount Meru

### Verkehr
Straßen: Die asphaltierte Nationalstraße T2 von Arusha nach Moshi durchquert den Distrikt.

### Fremdenverkehr
- Arusha-Nationalpark: Dieser mit 552 Quadratkilometer kleinste Nationalpark Tansanias wurde im Jahr 1960 eingerichtet und liegt am östlichen Abhang des Mount Meru in einer Höhe von 1500 bis 4566 Meter über dem  Meeresspiegel. Er umfasst Steppen, Dschungel und Hochgebirge, hier leben vor allem Affen, Büffel, Warzenschweine und Wasserböcke. Auch bietet er eine gute Aussicht auf den nahe gelegenen Kilimandscharo.[21]
- Meru-Waldreservat: Dieses Waldreservat umfasst die äußeren Hänge des Mount Meru und beinhaltet 400 Vogelarten, Affen und Leoparden. Es liegt teilweise auch im Nachbardistrikt Arusha.[22]